# Pygora luctifera
Pygora luctifera är en skalbaggsart som beskrevs av Leon Fairmaire 1899. Pygora luctifera ingår i släktet Pygora och familjen Cetoniidae. Inga underarter finns listade i Catalogue of Life.